# Fluorid einsteiniový
Fluorid einsteiniový je anorganická sloučenina s chemickým vzorcem EsF6. Jedná se o hypotetickou sloučeninu, její existence byla předpovězena, avšak zatím nebyla izolovaná.

## Vlastnosti
Je nepravděpodobné, že by fluorid einsteiniový byl stabilní.